# سباستین ارمستو
سباستین ارمستو (انگلیسی: Sebastian Armesto؛ زادهٔ ۳ ژوئن ۱۹۸۲) سینما، تئاتر و تلویزیون اهل کشور بریتانیا است. وی پسر مورخی به نام «فلیپ فرناندز-ارمستو» است.
از فیلم‌هایی که این بازیگر در آنها ایفای نقش نموده است می‌توان به بی نام و میمون خونخوار اشاره نمود.